# 칼자이스
칼 자이스(독일어: Carl Zeiss 카를 차이스[*])는 독일의 광학 회사로, 2013년 현재, 의학, 연구, 일상 생활과 관련하여 안과 기기, 외과 현미경, 전자 현미경, 정밀 측정용 부품, 플라네타리움, 카메라 렌즈, 안경 렌즈 등의 광학 제품을 생산 및 판매하고 있다.
칼 자이스 그룹(독일어: Zeiss Gruppe)의 본사는 독일 바덴뷔르템베르크주 오버코헨에 소재하고 있다. 그룹의 계열사는 크게 재단과 제조업의 두 분류로 나뉘는데, 칼 자이스 재단(독일어: Carl Zeiss Stiftung)은 바덴뷔르템베르크주 하이덴하임안데어브렌츠와 튀링겐주 예나에 위치하고 있으며, 메뉴팩처인 Schott AG과 Jenaer Glaswerk는 라인란트팔츠주 마인츠와 튀링겐주 예나에 위치하고 있다.
현재 칼 자이스는 전 세계 30여개 국에 지사를 운영하고 있고, 100여개 이상의 국가에서 영업하고 있으며, 독일 외에 유럽, 북미대륙, 미국, 아시아에서도 생산 설비를 갖추고 있다.

## 역사

### 초기

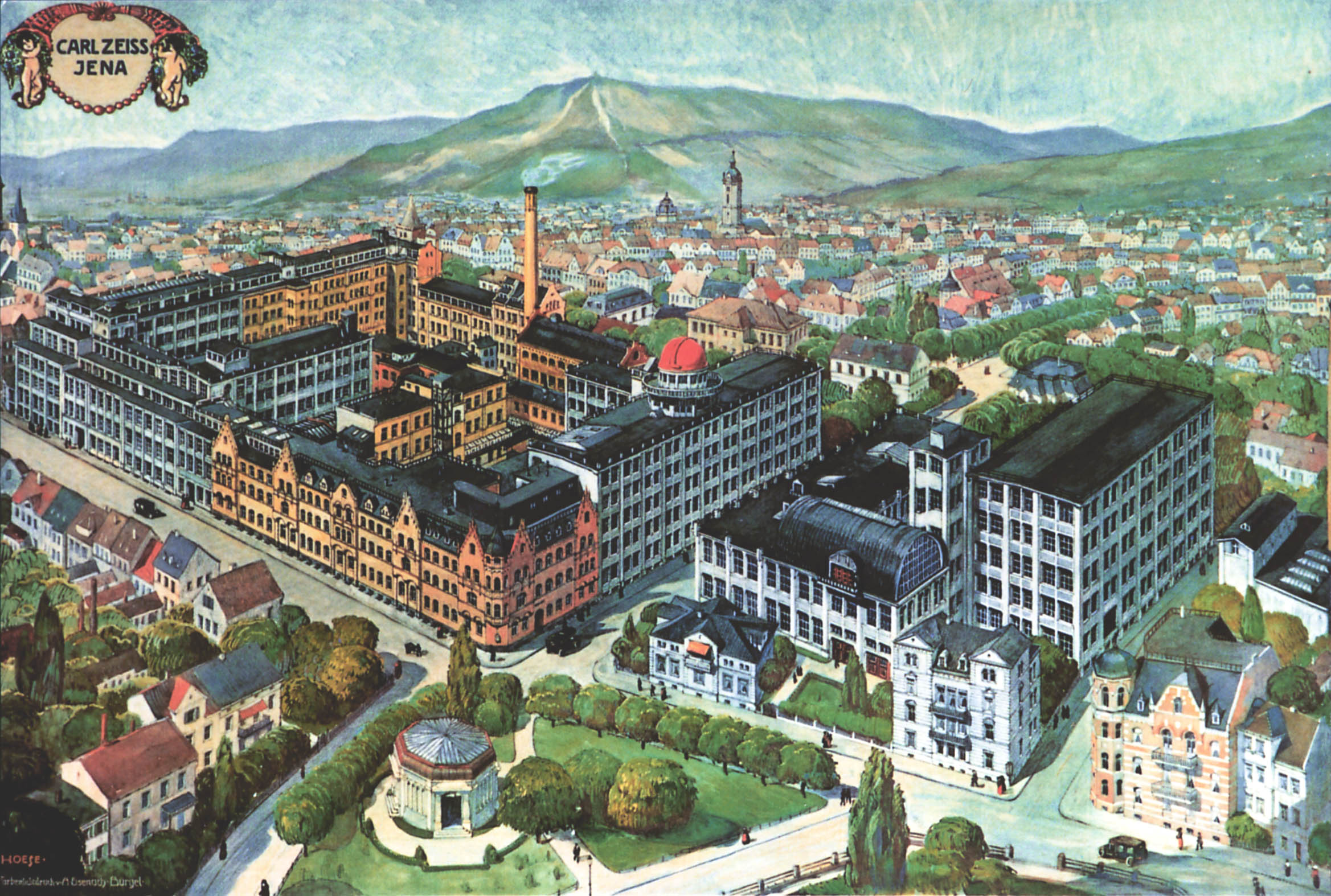
Carl zeiss jena 공장 전경, 1910년

칼 자이스(독일어: Carl Zeiss)는 1846년 독일 예나에서 카를 차이스(독일어: Carl Zeiss, 1816년 9월 11일 ~ 1888년 12월 3일)가 자신의 이름을 딴 광학 회사인 Carl Zeiss Jena를 설립하면서 시작했다. 초기의 회사는 체계적인 공장 생산을 통한 현대적인 생산 방식을 구축했으며 당시로써는 '매우 밝은 조리개 범위'의 고품질 현미경 렌즈를 생산해냄으로써, 10년도 채 되지 않아 주목할만한 렌즈 제조사가 됐다. 카를 차이스는 자신의 렌즈 제작경력을 토대로 예나 지방에서 워크샵을 운영해 칼 자이스의 브랜드 이미지를 다지기 시작했으며, 카메라가 보급됨과 동시에 칼 자이스는 고품질의 카메라 렌즈를 생산하기 시작했다.
1860년대가 지나 사진기가 본격적으로 이용되기 시작하자 1866년 물리학자인 에른스트 아베(독일어: Ernst Abbe, 1840년 1월 23일 ~ 1905년 1월 14일)와 화학자인 프리드리히 쇼트(독일어: Friedrich Otto Schott, 1851년 12월 17일 ~ 1935년 8월 27일)가 칼 자이스의 현대적인 카메라의 제조를 위한 기반을 다지기 시작했으며, 1888년 카를 차이스가 사망한 이후 두 사람은 회사를 두 부분으로 나눠 Carl Zeiss A.G는 오버코헨과 괴팅겐과 뮌헨에 각각 자회사를, 그리고 Carl Zeiss GmbH는 예나에 기반을 두게 됐다.

### 제2차 세계 대전 이전

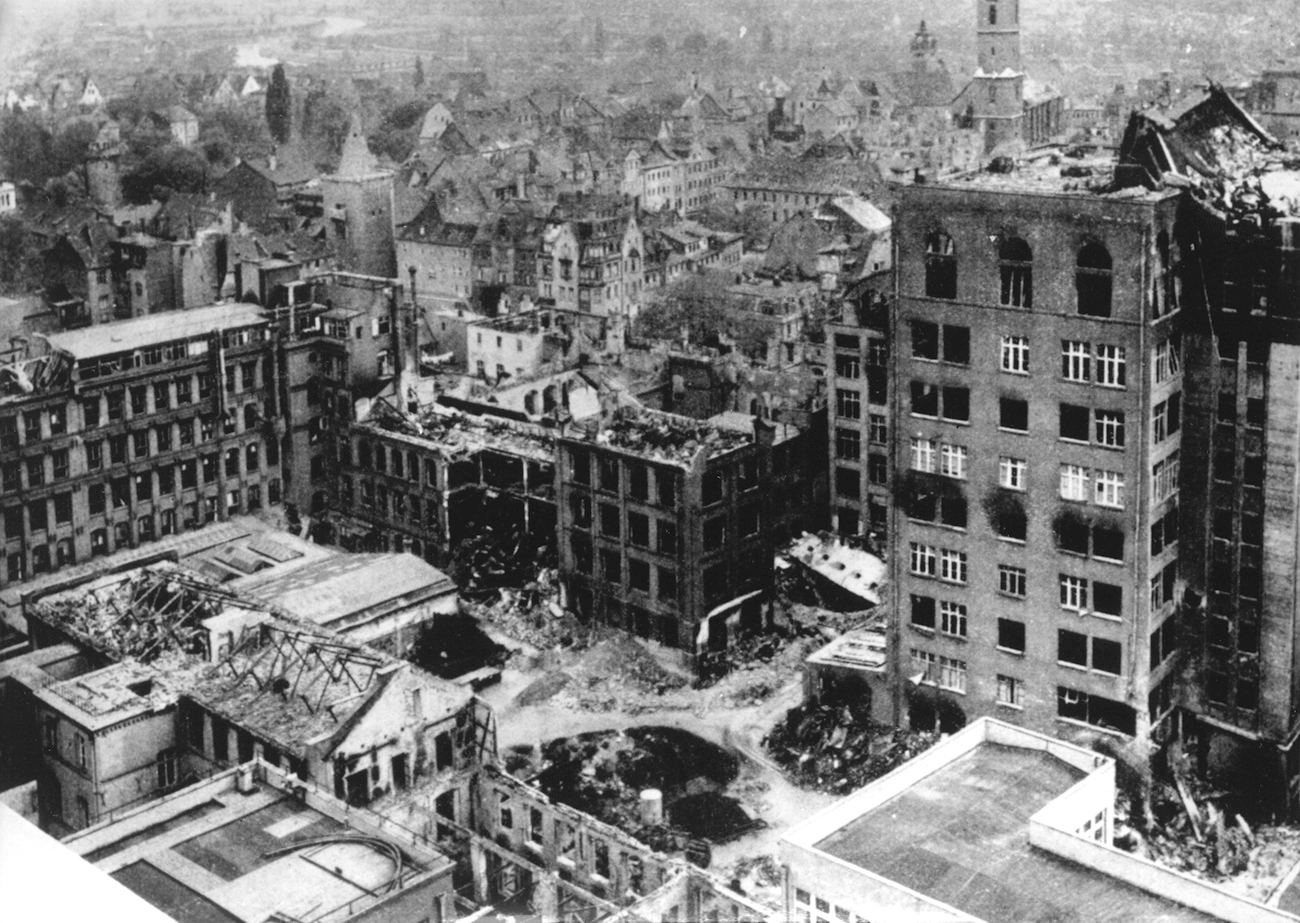
파괴된 칼 자이스 예나 공장

제1차 세계 대전으로 인지도를 쌓게 된 칼 자이스는 급속도로 카메라 생산의 세계 최대 업체로 위치하게 됐으며, 드레스덴에서 카메라를 포함한 렌즈 및 악세사리를 생산하기 시작했다. 1928년부터는 Hensoldt AG를 인수해 쌍안경과 라이플 스코프를 제작하기 시작했으며, 이후 세계 2차대전이 발발했을때에 나치 독일의 강제 징용(독일어: Zwangsarbeiter) 프로그램의 일환으로, 군수품 생산에 협력하게 된다. 이때 라이카 또한 나치 독일에 협력해 카메라를 납품했지만, 전후 칼 자이스만이 전범기업으로 낙인찍히게 되는데, 이는 순수하게 카메라 및 쌍안경 등을 납품한 라이카와 달리. 칼 자이스는 쌍안경이나 망원 조준경을 제조한 것 뿐만 아니라, 티거나 쾨니히스티거의 조준경과 같은 제품을 생산했기 때문이었다.

### 제2차 세계 대전 이후
제2차 세계 대전직후, 칼 자이스의 본사가 있던 예나는 미 육군에 의해 점령된다. 미군은 이때 예나 지방의 일부 인원들을 서독의 슈투트가르트로 대피시켰지만, 드레스덴과 예나가 전후 동독으로 위치하게 되며 공장 만큼은 소비에트 연방 산하에 떨어지게 되며, 이때 분리된 칼 자이스 서독 사업과 동독 사업은 독일이 통일될때까지 각자의 노선을 걷게 된다.
서독의 슈투트가르트로 이전했던 일부 인원들은 1947년부터 슈투트가르트에 일부 남아있던 콘탁스 제조 시설을 기반으로 Zeiss-Opton Optische Werke GmbH와 Opton Optische Werke GmbH를 수복했으며, 이 두 기업이 지금의 Carl Zeiss A.G로 합병됐다. Carl Zeiss A.G는 전쟁으로 쌓아올린 기술력과 서독의 자금력, 그리고 필름시대의 황금기에 맞춰 급격히 성장했으며, 이 시대에 이뤄놓은 사업 덕분에 필름시대의 황혼기를 맞이한 1990년대 이후에도 코닥과 달리 사업에 큰 타격을 받지 않을 수 있었다.
반면, 동독에 남아있던 Carl Zeiss GmbH는 Carl Zeiss Jena로 사명을 변경한 뒤 예나에서 사업을 진행했다. 그러나 칼 자이즈 예나의 경우 소비에트 연방에서 전쟁배상금의 일부로써 예나공장 설비 대부분을 키예프로 이전해 Kiev라는 칼 자이스 카피 제품을 만들게 된다. 이때의 심각한 기술 유출과 부족한 동독의 자금력 때문에 칼 자이스 예나는 SLR렌즈 외에 별 다른 사업을 진행하지는 못했으며, 이후 독일의 통일에 맞춰 1991년, Carl Zeiss A.G에 흡수된다.

## 광학 제품
칼자이스는 현존하는 광학기기 제조사 중 가장 오래된 회사이다. 필름은 코닥이 만들었지만, 카메라는 칼자이스가 만들었다고 볼 수 있다. 이는 칼 자이스가 1936년 세계 최초의 35mm 단일 렌즈 리플렉스 카메라인 키네 엑삭타(독일어: Kine Exakta)를 생산했으며, 이를 시작으로 35mm 카메라의 보급 및 개발에 가장 큰 기여를 한 회사이기 때문이다. 고가의 RF 카메라만 주력으로 생산했던 라이카와는 달리, 시장에서 이에 대항할 콘탁스I, II, 콘탁스 IIa 등과 같은 RF 카메라 뿐만 아니라, Zeiss Ikon이라는 이름의 하위 브랜드를 통해 저가형인 Contina, 35mm SLR Contaflx, 중형 카메라인 Nettar, TLR인 Ikoflex 등 그 시대에 맞춰 출시할 수 있는 모든 형태의 카메라를 제작했기 때문이다.
그러나 1950년대 이후 일본 기업의 카메라 시장 진출로 인해 가격 경쟁력에 밀려 시장의 외면을 받기 시작했고, 1969년 Contarex SE를 마지막으로 더 이상 카메라를 생산하지 않게 된다. 그러나 소비자의 요구와 브랜드 이미지의 가치 때문에 1973년부터는 베어링 렌즈 시리즈를 생산하던 일본의 야시카와 라이센스 계약을 체결, 2005년을 계약 종료로 지정하고 Carl Zeiss A.G 35mm 필름 사업부와 Contax, Zeiss 브랜드를 이전시켰으며, 1983년 야시카의 파산 이후에는 이를 인수한 교세라에서 콘탁스카메라가 계속해서 출시되었다.
이후 30여년이 지난 2005년 4월이 되어서야 콘탁스와 자이스 이콘 브랜드는 Carl Zeiss A.G으로 반환되었으며, 이 직후 출시된 Zeiss Ikon SW는 일본에서 생산했지만, 라이센스 상 Carl Zeiss A.G에서 만든 제품으로, 이를 통해 광학기기 시장에 복귀할 의사를 밝혔다. 이 제품을 시작으로 칼 자이스는 디지털 카메라의 서드파티 업체로써 다시 광학기기 시장에 진출하게 되었으며, 2013년 현재 유일하게 4K급 해상력을 지원하는 미러리스렌즈 및 DSLR렌즈, 시네마 렌즈 등의 광학 제품을 생산하고 있다.

### 갤러리

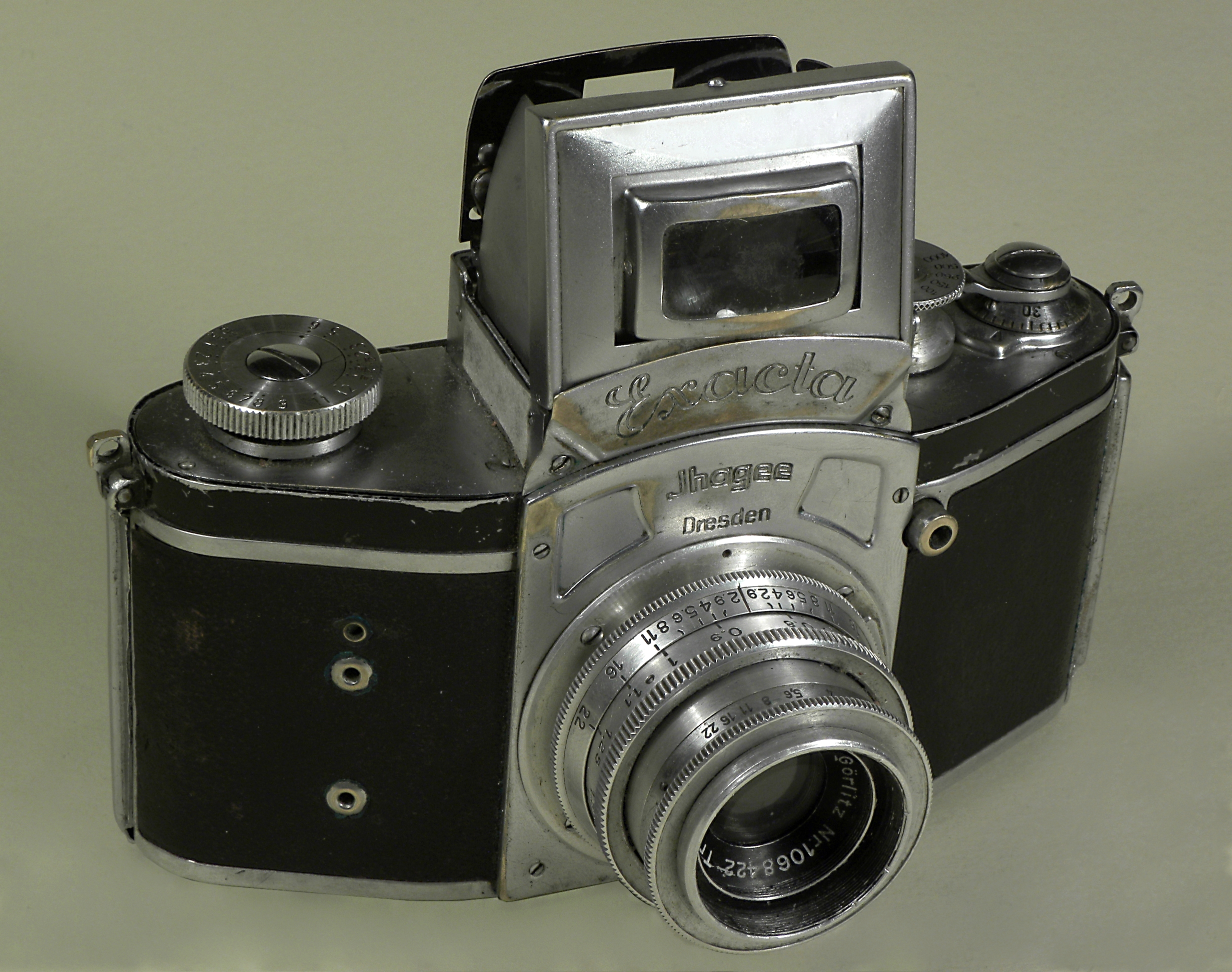
세계 최초의 35mm 일안 반사식 카메라 kine Exakta
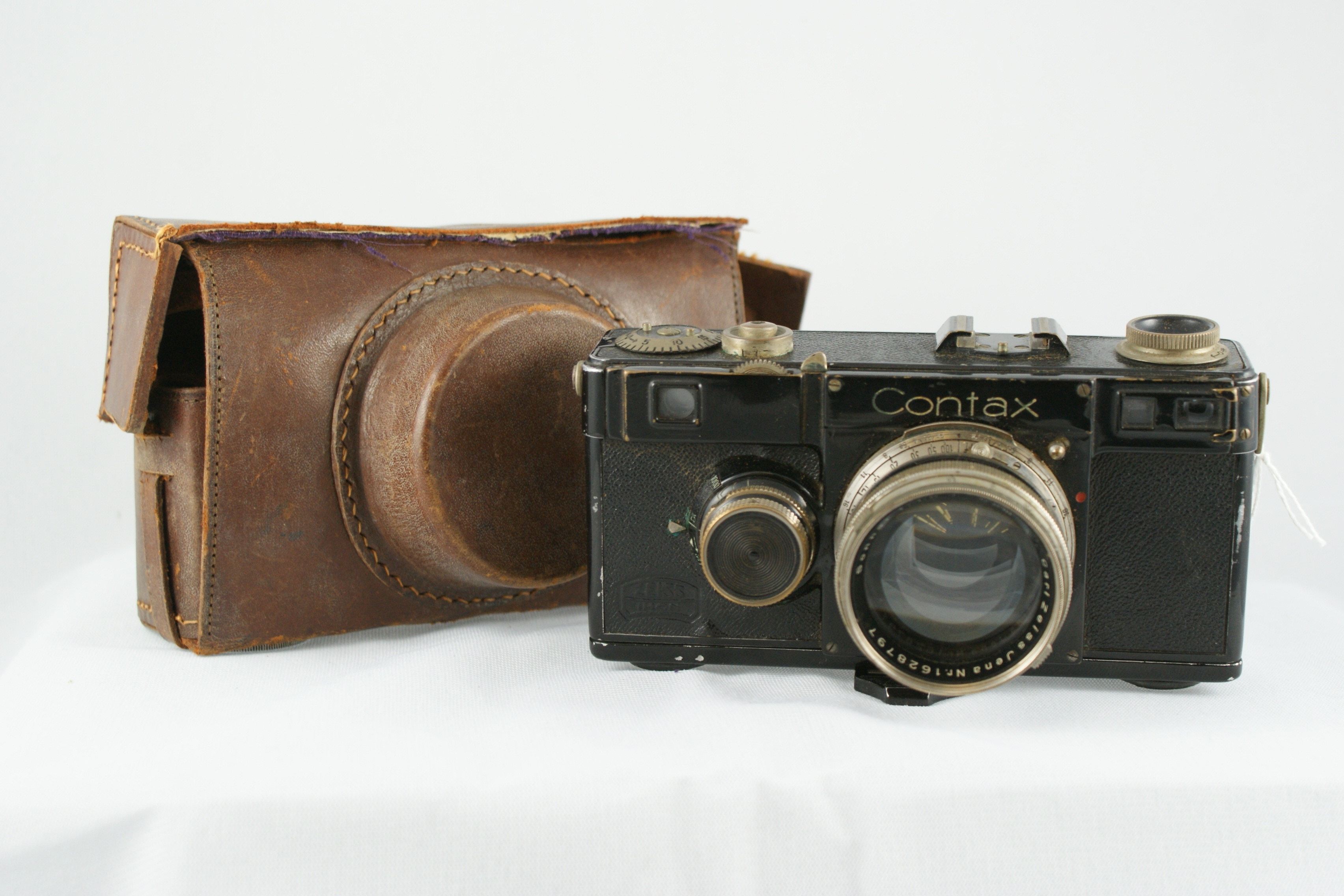
칼 자이스에서 최초로 만든 거리계연동카메라 Contax I
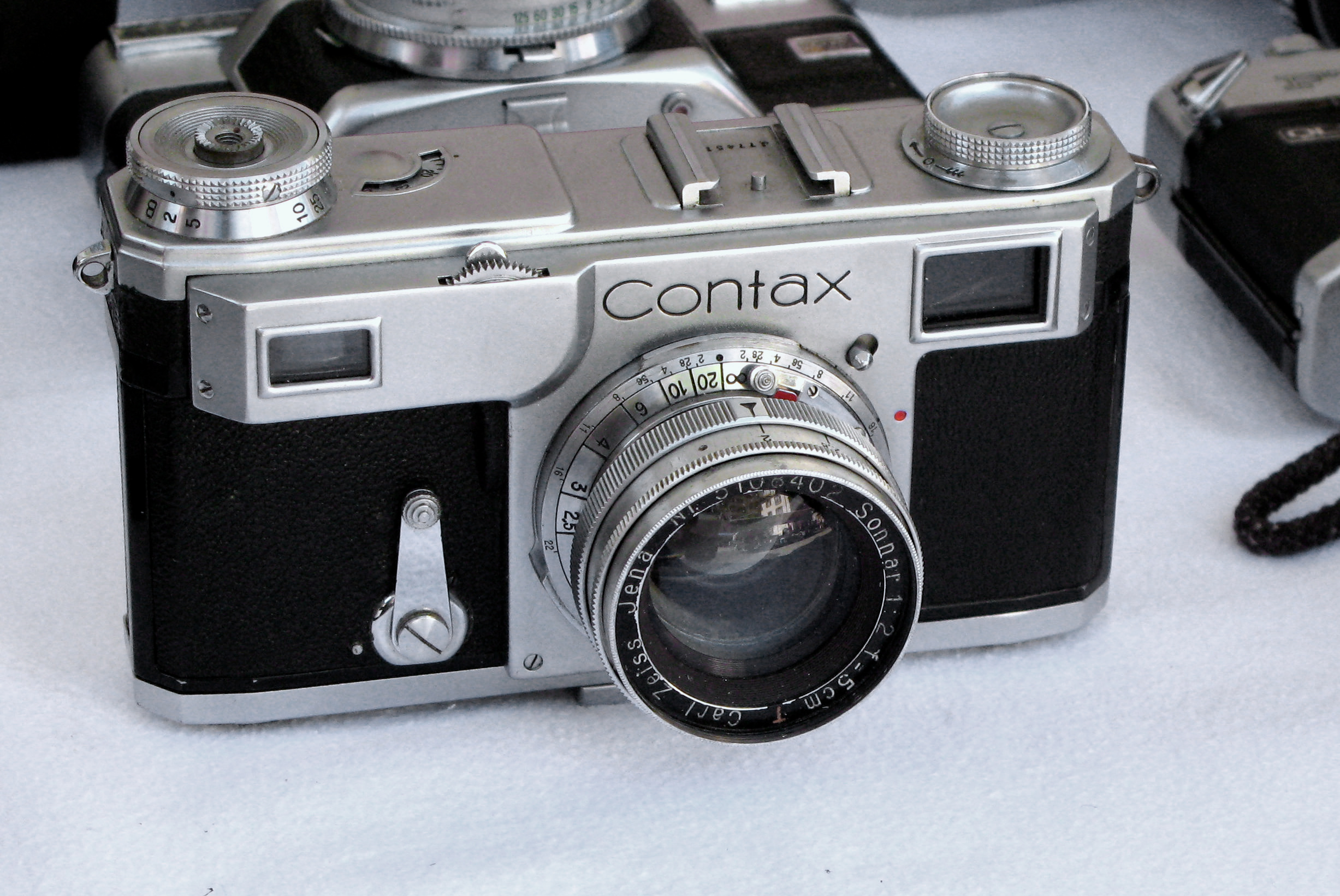
Leica III와 경쟁했던 Contax II
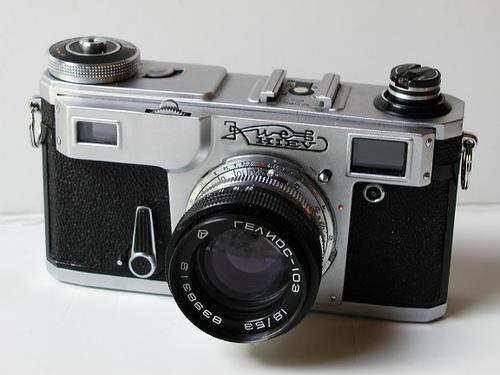
소비에트 연방에서 전쟁배상금으로 복제한 Kiev-4AM (Contax II 복제)
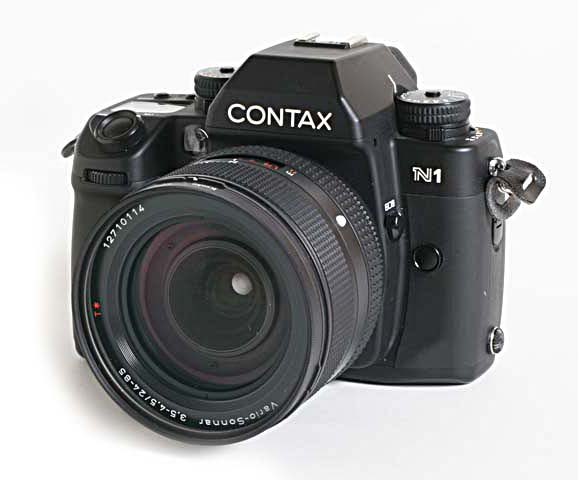
교세라에서 라이센스 생산한 Contax N1

## 제품 리스트
2013년 6월, Carl Zeiss 브랜드를 공식적으로 Zeiss 브랜드로 개명했다. 6월 이후 출시되는 카메라 렌즈에는 Carl Zeiss가 아닌 Zeiss만 명시된다.

### 시네마 렌즈
Carl Zeiss A.G는 오랫동안 영화 촬영용 렌즈 제조사로 유명했으며, 현재는 디지털 시네마 카메라 및 4K급 해상도를 지원하는 초 고해상도 시네마 렌즈 제작에 주력하고 있다. 해당 시네마 카메라는 독일 Arri 사가 제작하고 있다.
- Master Prime T✻XP Distagon 14 mm T1.3
- Master Prime T✻XP Distagon 16 mm T1.3
- Master Prime T✻XP Distagon 18 mm T1.3
- Master Prime T✻XP Distagon 21 mm T1.3
- Master Prime T✻XP Distagon 25 mm T1.3
- Master Prime T✻XP Distagon 27 mm T1.3
- Master Prime T✻XP Distagon 32 mm T1.3
- Master Prime T✻XP Distagon 35 mm T1.3
- Master Prime T✻XP Distagon 40 mm T1.3
- Master Prime T✻XP Planar 50 mm T1.3
- Master Prime T✻XP Planar 65 mm T1.3
- Master Prime T✻XP Sonnar 75 mm T1.3
- Master Prime T✻XP Sonnar 100 mm T1.3
- Master Prime T✻XP Sonnar 150 mm T1.3
- Master Zoom T✻XP 16.5–110 mm T2.6
- Master Macro T✻XP Makro-Planar 100 mm T2.0/T4.3
- Leightweight Zoom LWZ.2 T✻XP Vario-Sonnar 15.5–45 mm T2.6
- Ultra Prime 8R T✻ Distagon 8 mm T2.8
- Ultra Prime T✻ Distagon 10 mm T2.1
- Ultra Prime T✻ Distagon 12 mm T1.9
- Ultra Prime T✻ Distagon 14 mm T1.9
- Ultra Prime T✻ Distagon 16 mm T1.9
- Ultra Prime T✻ Distagon 20 mm T1.9
- Ultra Prime T✻ Distagon 24 mm T1.9
- Ultra Prime T✻ Distagon 28 mm T1.9
- Ultra Prime T✻ Distagon 32 mm T1.9
- Ultra Prime T✻ Distagon 40 mm T1.9
- Ultra Prime T✻ Planar 50 mm T1.9
- Ultra Prime T✻ Planar 65 mm T1.9
- Ultra Prime T✻ Planar 85 mm T1.9
- Ultra Prime T✻ Sonnar 100 mm T1.9
- Ultra Prime T✻ Sonnar 135 mm T1.9
- Ultra Prime T✻ Sonnar 180 mm T1.9

- Compact Prime CP.2 T✻ Distagon 18 mm T3.6
- Compact Prime CP.2 T✻XP Distagon 21 mm T2.9
- Compact Prime CP.2 T✻XP Distagon 25 mm T2.9
- Compact Prime CP.2 T✻XP Distagon 28 mm T2.1
- Compact Prime CP.2 T✻XP Distagon 35 mm T2.1
- Compact Prime CP.2 T✻XP Distagon 50 mm T2.1
- Compact Prime CP.2 T✻ Planar 50 mm T2.1 Macro
- Compact Prime CP.2 T✻ Planar 85 mm T2.1
- Compact Prime CP.2 T✻ Makro-Planar 100 mm T2.1 CF
- Ultra 16 T✻XP Distagon 6 mm T1.3
- Ultra 16 T✻XP Distagon 8 mm T1.3
- Ultra 16 T✻XP Distagon 9.5 mm T1.3
- Ultra 16 T✻XP Distagon 12 mm T1.3
- Ultra 16 T✻XP Distagon 14 mm T1.3
- Ultra 16 T✻XP Distagon 18 mm T1.3
- Ultra 16 T✻XP Distagon 25 mm T1.3
- Ultra 16 T✻XP Planar 35 mm T1.3
- Ultra 16 T✻XP Planar 50 mm T1.3
- DigiPrime T✻ 3.9 mm T1.9
- DigiPrime T✻ 5 mm T1.9
- DigiPrime T✻ 7 mm T1.6
- DigiPrime T✻ 10 mm T1.6
- DigiPrime T✻ 14 mm T1.6
- DigiPrime T✻ 20 mm T1.6
- DigiPrime T✻ 28 mm T1.6
- DigiPrime T✻ 40 mm T1.6
- DigiPrime T✻ 52 mm T1.6
- DigiPrime T✻ 70 mm T1.6
- DigiPrime T✻ 135 mm T1.9
- DigiZoom T✻ Vario-Sonnar 6–24 mm T1.9
- DigiZoom T✻ Vario-Sonnar 17–112 mm T1.9

### 35mm 카메라 렌즈

#### ZM 렌즈
ZM 렌즈는 Leica M 마운트, 혹은 Zeiss Ikon SW용 렌즈이다. 이 렌즈는 거리계연동카메라만 사용할 수 있으며, M 마운트와 호환이 되는 카메라는 모두 사용할 수 있다.
- Carl Zeiss Distagon T✻ 1:2.8 15 mm
- Carl Zeiss Distagon T✻ 1:4 18 mm
- Carl Zeiss Distagon T✻ 1:2.8 21 mm
- Carl Zeiss C Biogon T✻ 1:4.5 21 mm
- Carl Zeiss Biogon T✻ 1:2.8 25 mm
- Carl Zeiss Biogon T✻ 1:2.8 28 mm
- Carl Zeiss Biogon T✻ 1:2 35 mm
- Carl Zeiss C Biogon T✻ 1:2.8 35 mm
- Carl Zeiss C Sonnar T✻ 1:1.5 50 mm
- Carl Zeiss Planar T✻ 1:2 50 mm
- Carl Zeiss Tele-Tessar T✻ 1:4 85 mm
- Carl Zeiss Sonnar T✻ 1:2 85 mm

#### ZA 렌즈
ZA 렌즈는 칼 자이스와 소니의 합작 렌즈이다. 다만 칼 자이스는 렌즈의 디자인에만 관여하며 생산은 일본의 소니가 담당하고 있다.
- Sony α Carl Zeiss Distagon T✻ 1:2 24 mm ZA SSM (SAL-24F20Z)
- Sony α Carl Zeiss Planar T✻ 1:1.4 50 mm ZA SSM (SAL-50F14Z)
- Sony α Carl Zeiss Planar T✻ 1:1.4 85 mm ZA (SAL-85F14Z)
- Sony α Carl Zeiss Sonnar T✻ 1:1.8 135 mm ZA (SAL-135F18Z)
- Sony α Carl Zeiss Vario-Sonnar T✻ 1:2.8 16–35 mm ZA SSM (SAL-1635Z)
- Sony α Carl Zeiss Vario-Sonnar T✻ 1:2.8 24–70 mm ZA SSM (SAL-2470Z)
- Sony α Carl Zeiss Vario-Sonnar T✻ DT 1:3.5-1:4.5 16–80 mm ZA (SAL-1680Z)

#### 칼 자이스가 생산하는 DSLR용 수동 렌즈
칼 자이스는 AF를 지원하는 ZA외에 모든 현용 DSLR에 사용할 수 있는 수동 렌즈를 생산하고 있다.
ZF 렌즈는 니콘 니콘 F마운트 렌즈이다. AI-S 타입 조리개를 지원하며, ZF, ZF.2, ZF-I, 그리고 ZF-IR 타입으로 나뉜다.
ZK 렌즈는 펜탁스 K 마운트 렌즈이다. 전자식 접점이 없으므로 오로지 수동 초점만을 지원한다. 다만 2010년 10월에 단종됐다.
ZS는 M42 마운트 렌즈이다. 마운트 어댑터를 사용해 캐논 FD, EF 시리즈, 펜탁스 K, 소니 A마운트에 사용할 수 있다.

## 같이 보기
- 칼자이스 (대한민국 지사)

## 주해
1. ↑  망원 조준경은 나치 독일의 저격수 양성교육의 전부라고 말할 수 있었기 때문에, 전후 연합국측 군인들을 중심으로 불매운동을 일으키게 되는 요인이 됐다.
2. ↑  이때 만들어진 Carl Zeiss Jena 제품은 서독의 Carl Zeiss A.G의 제품과 구분하기 위해 서구권에서는 Zeiss Jena 라는 이름으로, 동부 공산권에서는 Zeiss Opton으로 판매됐다. 만일 렌즈의 이름에 DDR이나 Jena가 쓰여져 있다면 이는 Carl Zeiss Jena에서 제조한 것이다.